# 广道纯
广道纯（日语：／ Hiromichi Jun，1973年12月21日—），日本男子田径运动员。他曾代表日本参加2000年、2004年、2008年和2012年夏季残疾人奥林匹克运动会田径比赛，获得一枚银牌和一枚铜牌。